# Trstěnice, Znojmo
Trstěnice là một làng thuộc huyện Znojmo, vùng Jihomoravský, Cộng hòa Séc.